# Szydłowo (gemeente in powiat Pilski)
De gemeente Szydłowo is een landgemeente in het Poolse woiwodschap Groot-Polen, in powiat Pilski.
De zetel van de gemeente is in Szydłowo.
Op 30 juni 2004 telde de gemeente 7301 inwoners.

## Oppervlakte gegevens
In 2002 bedroeg de totale oppervlakte van gemeente Szydłowo 267,53 km², waarvan:
- agrarisch gebied: 57%
- bossen: 39%

De gemeente beslaat 21,11% van de totale oppervlakte van de powiat.
Gmina składa się z 18 Sołectw.

## Demografie
Stand op 30 juni 2004:
| Omschrijving                   | Totaal | Totaal | Vrouwen | Vrouwen | Mannen | Mannen |
| ------------------------------ | ------ | ------ | ------- | ------- | ------ | ------ |
| eenheid                        | aantal | %      | aantal  | %       | aantal | %      |
| inwoners                       | 7301   | 100    | 3632    | 49,7    | 3669   | 50,3   |
| bevolkingsdichtheid (inw./km²) | 27,3   | 27,3   | 13,6    | 13,6    | 13,7   | 13,7   |

In 2002 bedroeg het gemiddelde inkomen per inwoner 1486,75 zł.

## Administratieve plaatsen (sołectwo)
Dobrzyca, Dolaszewo, Gądek, Jaraczewo, Kłoda, Kotuń, Krępsko, Leżenica, Leżenica-Kolonia, Nowa Łubianka, Nowy Dwór, Pokrzywnica, Róża Wielka, Skrzatusz, Stara Łubianka, Szydłowo, Tarnowo-Zabrodzie, Zawada.

## Overige plaatsen
Coch PGR, Cyk, Czaplino, Dąbrowa-Kolonia, Furman, Klęśnik, Kolonia Busz, Leśny Dworek, Pluty, Płytnica, Róża Mała, Róża Wielka-Kolonia, Różanka, Wildek.

## Aangrenzende gemeenten
Jastrowie, Krajenka, Piła, Tarnówka, Trzcianka, Wałcz